# デオキシアデノシン二リン酸
デオキシアデノシン二リン酸(Deoxyadenosine diphosphate)は、ヌクレオシド二リン酸である。一般的な核酸であるアデノシン三リン酸と関連があり、ヌクレオチドのペントースの2'炭素についた水酸基がなく、さらにATPよりもリン酸基が1つ少ない。
2'-デオキシアデノシン二リン酸は、dADPと略称される。